# 杜高斯贝银行
杜高斯贝银行（英文：Dukascopy Bank）是瑞士的在线银行，提供在线和移动交易，银行和金融服务。该公司总部位于瑞士日内瓦，在里加，基辅，莫斯科，吉隆坡，香港，上海，迪拜和东京设有办事处，拥有300多名员工。